# ويليام بي. كامب
ويليام بي. كامب هو سياسي أمريكي، ولد في 25 نوفمبر 1913 في غرينفيل في الولايات المتحدة، وتوفي في 13 نوفمبر 1975 في روكفيل في الولايات المتحدة.